# Atherigona tridentata
Atherigona tridentata är en tvåvingeart som beskrevs av Malloch 1923. Atherigona tridentata ingår i släktet Atherigona och familjen husflugor. Inga underarter finns listade i Catalogue of Life.